# Поле (физика)
Вижте пояснителната страница за други значения на Поле.
Поле във физиката е форма на съществуване на материята, характеризираща всички точки на пространство-времето и притежаваща безкраен брой степени на свобода. Във всяка точка от пространството полето се характеризира с определена физична величина, която като правило се променя при прехода от една точка към друга. В зависимост от математическия вид на тази величина има скаларни, векторни, тензорни и спинорни полета.
В зависимост от своята природа полетата се делят на електромагнитни, гравитационни, вълнови (квантувани) и полета на ядрени сили.
Полетата се проявяват като взаимодействие между телата, което е преносимо и се осъществява с крайна скорост (при това силата на взаимодействие се определя от различни характеристики на телата: масата в случай на гравитационно поле, електрическия заряд в случай на електромагнитно поле и т.н.). В квантовата физика механизмът на взаимодействие се обяснява с обмена на частици, специфични за всяко поле (фотони за електромагнитното поле, хипотетични гравитони за гравитационното и т.н.). Дълго време се е считало, че полето е само едно нагледно теоретично обяснение на такива явления като светлинните вълни, докато през 1887 г. Хайнрих Херц не доказал съществуването на електромагнитното поле експериментално. 

## Видове полета
- Електрическо поле
- Магнитно поле
- Гравитационно поле